# Almôra
Almôra est un groupe (one man band) de metal symphonique turc, originaire d'Istanbul. Il est formé en 2001 par le compositeur et musicien Soner Canözer. Le style musical du groupe mélange le heavy metal traditionnel à des éléments de musique traditionnelle turque et de musique classique. Ses chansons sont écrites en turc, en anglais et en français.

## Biographie
Almôra est un projet musical solo formé en 2001 par le compositeur et musicien Soner Canözer. L'année suivante, en 2002, sort le premier EP, Standing Still and Cyrano, ainsi que le premier album studio, Gates of Time, distribué par le label turc Zihni Müzik. Le groupe se fait connaitre en Turquie grâce à son troisième album Kalihora's Song.
En octobre 2004, sort l'album  Shehrâzad qui apporte au groupe une reconnaissance internationale. Cet album est classé parmi les cinq meilleurs albums turcs de tous  les temps par le journal Milliyet et par le magazine Blue Jeans. La formation a rencontré un énorme succès au Japon. Deux de leurs chansons sont choisies et incluses dans la comédie musicale Jazzy Fairies/Revue of Dreams de la compagnie théâtrale japonaise Takarazuka Revue,.
En 2006, le groupe sort son quatrième album studio, 1945, en collaboration avec le célèbre chanteur d'opéra turc Hakan Aysev. En mars 2008 sort l'album Kiyamet Senfonisi, qui inclut plusieurs apparitions du chanteur Ogün Sanlısoy.

## Membre
- Soner Canözer - guitare acoustique, basse, piano, yaylı tanbur (depuis 2001)

## Discographie
- 2002 : Standing Still and Cyrano (EP)
- 2002 : Gates of Time
- 2003 : Kalihora's Song
- 2004 : Shehrâzad
- 2006 : 1945
- 2007 : Cehennem Geceleri Single
- 2008 : Kiyamet Senfonisi
- 2008 : Tilsim Single